# 1125.
◄ | 11. stoljeće | 12. stoljeće | 13. stoljeće | ►
◄ | 1090-ih | 1100-ih | 1110-ih | 1120-ih | 1130-ih | 1140-ih | 1150-ih | ►
◄◄ | ◄ | 1122. | 1123. | 1124. | 1125. | 1126. | 1127. | 1128. | ► | ►►
Arhitektura • Astronomija • Knjige • Književnost • Kršćanstvo • Medicina • Pravo • Promet • Znanost

## Smrti
- 24. siječnja – David IV. Gruzijski, kralj Gruzije (* 1073.)

## Vanjske poveznice
|  | Zajednički poslužitelj ima još gradiva o temi 1125. |